# Otocinclus huaorani
Otocinclus huaorani es una especie de peces de la familia Loricariidae en el orden de los Siluriformes.

## Morfología
Los machos pueden llegar alcanzar los 3,2 cm de longitud total.

## Distribución geográfica
Se encuentran en Sudamérica: cuencas de los ríos  Amazonas y Orinoco.